# Cyclone (film, 1999)
Pour les articles homonymes, voir Cyclone (homonymie).
Pour plus de détails, voir Fiche technique et Distribution.
Cyclone, également nommé Twister II : Extrême tornado (Storm) est un film américain coécrit et réalisé par Harris Done, sorti en 1999.

## Synopsis
Un projet top secret du gouvernement concernant la manipulation du temps plonge Los Angeles sur le chemin d'un cyclone dévastateur. Un météorologiste décide de sauver la ville.

## Fiche technique
- Titre original : Storm
- Titre français : Cyclone (télévisuel) ou Twister II : Extrême Tornado (DVD)
- Réalisation : Harris Done
- Scénario : Phillip Roth, Patrick Phillips, Harris Done et Diane Fine
- Musique : Nathan Wang
- Photo : Ben Kufrin
- Montage : Andrew Marges et Michael Mayhew
- Distribution des rôles : Joey Paul Jensen
- Création des décors : David Huang
- Directeur artistique : Brian Bull
- Décor de plateau : Nick George
- Société de production : Unified Film Organization (UFO)
- Pays d'origine :  États-Unis
- Genre : thriller
- Durée : 104 minutes
- Date de diffusion : 
  - États-Unis : 11 septembre 1999
  - France : 20 janvier 2001 (sorti en VHS), 6 juillet 2005 (sorti coffret 2 DVD), 2012 (diffusé à la télévision) ; 17 avril 2012 (sorti en DVD)

## Distribution
- Luke Perry (VF : Patrick Pellegrin) : Dr Ron Young
- Martin Sheen (VF : Christian Visine) : le général James Roberts
- Robert Knott (VF : Tony Joudrier) : Tom Holt
- David Moses (VF : Bernard Jung) : Dr Daniel Platt
- Alexandra Powers (VF : Stéphanie Lafforgue) : le major Tanya Goodman
- Marc McClure (VF : Mike Marshall) : Dr Brian Newmeyer
- Renée Estevez (VF : Coco Noël) : Andrea McIntyre
- Glenn Shadix (VF : Bernard Jung) : Nate
- E. E. Bell : Dwight
- David Sederholm (VF : Yann Pichon) : Richard
- Richard Horvitz (VF : Mike Marshall) : Danny
- Kathleen Lambert (VF : Maud Pomès-Marshall) : Shelley Newmeyer
- Brendan Cowles : Jorgensen
- Mark Conley : Banks
- Terry Parmer : Randy
- Mark Chaet (VF : Bernard Jung) : Conway
- Bob Thompson (VF : Yann Pichon) : Wayne Baker, Service de l'aviation civile
- Tim Colceri (VF : Bernard Jung) : inspecteur Nielsen
- Amanda Foreman (VF : Stéphanie Lafforgue) : Mlle Garrett, l'étudiante
- J. P. Hubbell (VF : Tony Joudrier) : le technicien de guidance du missile
- James Brown Orleans (VF : Yann Pichon) : Davis, le météorologue
- Christopher Michael (VF : Bernard Jung) : le garde de nuit
- Justin Connor (VF : Cyril Aubin) : Hunter #1, le technicien
- John Ingle (VF : Mike Marshall) : le télévangéliste
- Jonathan DePaz (VF : Yann Pichon) : le lieutenant
- Moosie Drier : le technicien radar

Source et légende : version française (VF) selon le carton du doublage français sur le DVD zone 2.